# Fabio Mainoni
Fabio Mainoni (ur. 21 czerwca 1880 w Como, zm. 26 sierpnia 1958 w Draguignan) – włoski pływak, uczestnik Letnich Igrzysk 1900 w Paryżu, gdzie zajął 6. miejsce na 4000 metrów stylem dowolnym.
W 1902 został prezesem Włoskiego Związku Pływackiego.